# Cadillac Series 70
Der Cadillac Series 70 war ein 1936/37 vom US-amerikanischen Automobilhersteller General Motors unter der Marke Cadillac angebotenes Modell.

## Modellgeschichte
Im Modelljahr 1936 ordnete Cadillac sein Modellprogramm neu und gliederte es in die Typen Series 60 (V8, Karosserien von Fisher Bodies), Series 70 und 75 (V8, Karosserien von Fleetwood), Series 80 und 85 (V12, Fleetwood-Karosserien) sowie den Series 90 (V16, Fleetwood-Karosserien).
Die Serie 70 umfasste auf einem Radstand von 332,7 cm vier Modelle: zweisitziges Coupé und Cabriolet, Touring Sedan (Limousine) und Convertible Sedan (viertüriges Cabriolet). Der ebenfalls 1936 neu erschienene 90°-V8 mit einem Hubraum von 5,7 Litern und 135 PS Leistung besaß stehende Ventile. 
In zwei Jahren entstanden insgesamt 9480 Exemplare des Series 70 (inklusive 75).

## Daten
| Modelljahr | Hubraum (cm³) | Leistung (PS) | Radstand (cm) | Preis (US-$) | Stückzahl |
| ---------- | ------------- | ------------- | ------------- | ------------ | --------- |
| 1936       | 5671          | 135           | 332,7         | 2445–2745    | 5248      |
| 1937       | 5671          | 135           | 332,7         | 2445–2795    | 4232      |